# Олимпијски тим избеглица
Олимпијски тим изблеглица је сачињен од независних учесника који су избеглице.
Марта 2016, председник међународног олимпијског комитета (МОК) Томас Бах је најавио стварање олимпијског тима избеглица као „симбол наде за све избеглице света” и да „свет постане свеснији о текућој кризи" У септембру 2017, МОК је основао Олимпијску фондацију за избеглице како би дуготрајно подржао избеглице.
Спортисти у олимпијском тиму избеглица се такмиче под олимпијском заставом. На Олимпијским играма 2016, МОК списку државних кодова је додат код ROT (енгл. Refugee Olympic Team; срп. Олимпијски тим избеглица), који је на Олимпијским играма 2020. промењен у EOR (фр. Équipe olympique des réfugiés). Закључно са Шаблон:Year, ни једна избеглица се није такмичила на Зимским олимпијским играма.

## Олимпијске игре 2016.

### Олимпијци
| Олимпијци        | Земља порекла | Земља домаћин | Спорт    | Дисциплина    |
| ---------------- | ------------- | ------------- | -------- | ------------- |
| Џејмс Чијенџијек | Јужни Судан   | Кенија        | Атлетика | 400m          |
| Јиеч Биел        | Јужни Судан   | Кенија        | Атлетика | 800m          |
| Пауло Локоро     | Јужни Судан   | Кенија        | Атлетика | 1500m         |
| Јонас Кинде      | Етиопија      | Луксембург    | Атлетика | Маратон       |
| Пополе Мисенга   | ДР Конго      | Бразил        | Џудо     | 90kg          |
| Рами Анис        | Сирија        | Белгија       | Пливање  | 100m делфин   |
| Роуз Локонјен    | Јужни Судан   | Кенија        | Атлетика | 800m          |
| Анђелина Лохалит | Јужни Судан   | Кенија        | Атлетика | 1500m         |
| Јоланде Мабика   | ДР Конго      | Бразил        | Џудо     | 70kg          |
| Yusra Mardini    | Сирија        | Немачка       | Пливање  | 100m слободно |

## Олимпијске игре 2020.

### Олимпијци
| Олимпијци                    | Земља порекла | Земља домаћин     | Спорт         | Дисциплина         |
| ---------------------------- | ------------- | ----------------- | ------------- | ------------------ |
| Ала Масо                     | Сирија        | Немачка           | Пливање       | 50m слободно       |
| Јусра Мардини                | Сирија        | Немачка           | Пливање       | 100m делфин        |
| Даријан Келетела             | Конго         | Португал          | Атлетика      | 100m               |
| Роуз Локонјен                | Јужни Судан   | Кенија            | Атлетика      | 800m               |
| Џејмс Чијенџијек             | Јужни Судан   | Кенија            | Атлетика      | 800m               |
| Анђелина Лохалит             | Јужни Судан   | Кенија            | Атлетика      | 1500m              |
| Пауло Амотун Локоро          | Јужни Судан   | Кенија            | Атлетика      | 1500m              |
| Џамал Абделмахи Ејса Мухамед | Судан         | Израел            | Атлетика      | 5000m              |
| Тачловини Габријесос         | Еритреја      | Израел            | Атлетика      | Маратон            |
| Арам Мамуд                   | Сирија        | Холандија         | Бадминтон     | Сингл за мушкарце  |
| Весам Саламана               | Сирија        | Немачка           | Бокс          | 63 kg              |
| Елдрик Села                  | Венецуела     | Тринидад и Тобаго | Бокс          | 75 kg              |
| Саид Фазлула                 | Иран          | Немачка           | Вожња кануом  | K-1 1000m          |
| Масома Али Зада              | Афганистан    | Француска         | Бициклизам    | Трка с временом    |
| Ахмад Ваис                   | Сирија        | Швајцарска        | Бициклизам    | Трка с временом    |
| Санда Алдас                  | Сирија        | Холандија         | Џудо          | Мешовито тимски    |
| Ахмад Аликај                 | Сирија        | Немачка           | Џудо          | Мешовито тимски    |
| Муна Дахоук                  | Сирија        | Холандија         | Џудо          | Мешовито тимски    |
| Џавај Мајџоб                 | Иран          | Канада            | Џудо          | Мешовито тимски    |
| Пополе Мисенга               | ДР Конго      | Бразил            | Џудо          | Мешовито тимски    |
| Нигара Шашин                 | Афганистан    | Русија            | Џудо          | Мешовито тимски    |
| Ваел Шуб                     | Сирија        | Немачка           | Карате        | Ката               |
| Хамун Дерафшипур             | Иран          | Канада            | Карате        | Кумите             |
| Луна Соломон                 | Еритреја      | Швајцарска        | Пуцање        | 10m ваздушна пушка |
| Дина Пурјонес                | Иран          | Холандија         | Теквондо      | 49 kg              |
| Кимија Ализади               | Иран          | Немачка           | Теквондо      | 57 kg              |
| Абдула Седићи                | Афганистан    | Белгија           | Теквондо      | 68 kg              |
| Ћирило Фагат Течет II        | Камерун       | УК                | Дизање тегова | 96 kg              |
| Акер Ал Обаиди               | Ирак          | Аустрија          | Рвање         | 67 kg              |